# Maria Tănase
Maria Tănase est une chanteuse roumaine de musique populaire née le 25 septembre 1913 à Bucarest et morte le 22 juin 1963 à Bucarest.

## Biographie

### Jeunesse
Elle naît à Bucarest, troisième enfant d'Ana Munteanu, originaire de la commune transylvaine de Cârța (județ de Sibiu) et de Ion Coandă Tănase, du village oltéen de Mierea-Birnici, dans la vallée de l'Amaradia, un affluent du Jiu. Très tôt, elle se trouve en contact avec la musique, car ses parents aiment beaucoup la chanson populaire et la musique en général.

### Succès musical
Elle monte pour la première fois sur scène en 1921 à la Maison de la Culture « Cărămidarii de Jos » de l'avenue Piscului, pour la fête de fin d'année de l'école primaire no 11 de Tăbăcari, et sur la scène du lycée « Ion Heliade Rădulescu », où elle ne fréquente que les petites classes, car elle doit très tôt de quitter l'école pour travailler avec ses parents, fleuristes dans le sud de Bucarest. Plus tard, elle rencontre le journaliste Sandu Eliad lors d'une réunion de jeunes intellectuels, et ses membres lui conseillent de suivre une carrière artistique et de monter sur scène. Elle fait ses débuts au théâtre de Revue de Constantin Tănase. Son nom apparaît pour la première fois dans la presse le 2 juin 1934, dans la revue Cărăbuș-Express, sous le pseudonyme de Mary Atanasiu, que lui avait suggéré Constantin Tănase.
En 1937, avec d'autres artistes roumains comme Constantin Brâncuși, Maria Tănase représente la Roumanie lors de l'Exposition universelle de Paris, où on la surnomme « la Piaf roumaine » ; elle devient célèbre en enregistrant ses premières chansons pour la Société roumaine de radiodiffusion. L'année suivante, elle représente la Roumanie à la foire universelle de New-York.

### Démêlés avec la Garde de fer
En 1940, à l'avènement de la Garde de fer (mouvement d'extrême-droite dit « légionnaire ») au pouvoir, un « deuil national » est décrété par le nouveau gouvernement fasciste, surnommé « le régime des pompes funèbres », pour déplorer l'exécution de son leader Corneliu Codreanu par le régime carliste précédent. La musique populaire de fêtes est interdite à la diffusion sur les terrasses de cafés, les jardins, etc. Contrairement à une idée répandue après-guerre, la société roumaine populaire ne partage pas les vues de l'extrême-droite (avant 1940 la gendarmerie avait reçu l'ordre de tirer sur tout rassemblement « légionnaire » refusant de se disperser) et de nombreux diffuseurs ne respectent pas l'interdiction. La violence se déchaîne : d'importants enregistrements sont détruits par des « légionnaires » fanatiques. Sur leurs ordres, les disques de Maria Tănase sont transformés en peignes par les artisans tsiganes qui les vendent dans les rues, et les matrices de la maison de disques « Columbia », sur l'avenue de la Victoire, sont cassées. La Société roumaine de radiodiffusion, accusée de déformer le folklore roumain, est dissoute, et Maria Tănase se voit interdire de chanter.
La violence du régime fasciste contre Maria et sa musique peut s'expliquer de deux manières : d'une part ses chansons (comme celles d'Edith Piaf en France) évoquent crûment la vie du peuple, ses souffrances et ses superstitions, ce qui va à l'encontre de l'« héroïsation » raciste du peuple par l'idéologie « légionnaire », et d'autre part elle compte dans son cercle d'amis des intellectuels juifs tels que l'ethnologue Harry Brauner (le frère du peintre Victor Brauner) et le journaliste Ștefan Roll. Elle-même est vilipendée et insultée dans les médias fascistes. Après une tournée en Turquie, elle donne des spectacles pour les soldats blessés sur le front, à côté d'autres noms importants de la culture roumaine comme Georges Enesco, George Vraca ou Constantin Tănase, ce qui ne l'empêche pas, par ailleurs, de renseigner la résistance.

### Dernières années

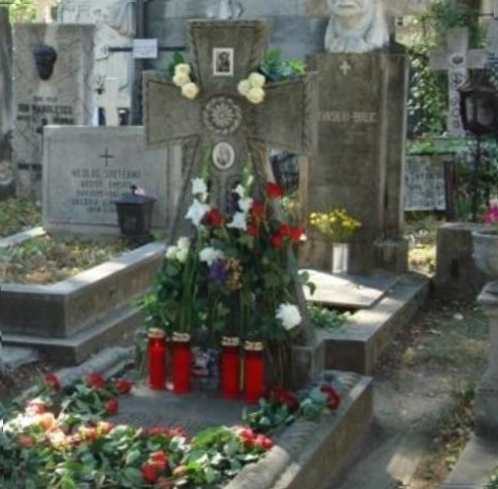
Pierre tombale au cimetière Bellu de Bucarest.

Après la guerre, son engagement anti-fasciste lui vaut la mansuétude des communistes, même si ceux-ci aussi pratiquent une « héroïsation » du peuple, prolétarienne cette fois. Elle peut reprendre ses enregistrements et ses tournées dans le pays, en mettant en sourdine les thèmes évoquant la religion ou la sexualité.
En 1955, elle reçoit le Prix de l'État et en 1957 le titre d'Artiste émérite.
Elle meurt d'un cancer du poumon en 1963, mais ses enregistrements continuent à se vendre plus d'un demi-siècle après sa disparition.